# ↋
Cette page contient des caractères spéciaux ou non latins. S’ils s’affichent mal (▯, ?, etc.), consultez la page d’aide Unicode.
Ne doit pas être confondu avec la lettre latine epsilon Ɛ ou la lettre latine ej réfléchi Ƹ.
Chiffre trois culbuté est un chiffre ou symbole qui est utilisé dans le système duodécimal de la Dozenal Society of Great Britain pour représenter le chiffre 11, dans la transcription phonétique de l’Institut d’ethnologie et était proposé comme symbole de l’alphabet phonétique international au courant du XXe siècle.

## Linguistique
Le trois culbuté est utilisé dans la transcription phonétique de l’Institut d’ethnologie pour représenter la consonne fricative pharyngale voisée transcrite avec ʿayn ‹ ع › dans l’alphabet arabe.

## Représentations informatiques
Le chiffre trois culbuté peut être représenté avec les caractères Unicode suivants :
| formes  | représentations | chaînes de caractères | points de code | descriptions          |
| ------- | --------------- | --------------------- | -------------- | --------------------- |
| symbole | ↋               | ↋                     | U+218B         | chiffre trois culbuté |

## Sources
- (en) International Phonetic Association, The principles of the International Phonetic Association, being a description of the International Phonetic Alphabet and the manner of using it, illustrated by texts in 51 languages, Londres, University College, Department of Phonetics, 1949
- (en) Karl Pentzlin, Proposal to encode Duodecimal Digit Forms in the UCS, 30 mars 2013 (lire en ligne)
- (en) Geoffrey K. Pullum et William A. Ladusaw, Phonetic Symbol Guide, Chicago ; London, The University of Chicago Press, 1996, 320 p. (ISBN 0-226-68535-7, lire en ligne)